# Петуховщина (Полоцкий район)
Петуховщина (бел. Петухоўшчына, транслит.: Pietuchoŭščyna) — деревня в Полоцком районе Витебской области Белоруссии. Входит в состав Ветринского сельсовета.

## История
Деревня Петуховщина, была уже существовала в 1775. (Об этом говорит карта ПГМ) Уже в те времена, по данным карты стояли 4 дома. После с образования СССР деревня разрослась до 11 домов, и последний ее дом житель покинул в 2005 году.